# Banu al-Qayn
I Banū al-Qayn (in arabo ﺑﻨﻮ ﺍﻟﻘﻴﻦ‎?) o, in forma contratta, Balqayn o Bulqayn, furono una tribù araba beduina d'Arabia.

Essi vivevano in territori contigui a quelli degli ʿUdhra, dei Bali e dei Banu Kalb e proprio contro questi ultimi essi ebbero numerosi contrasti armati.
I loro rapporti coi musulmani di Medina furono contrastanti, ma per lo più ostili e, con ogni probabilità, abbracciarono l'Islam solo dopo la conquista islamica della Siria.
Secondo Ibn Qutayba era di questa tribù il poeta Abū l-Ṭamaḥān, buon amico dello zio paterno di Maometto, al-Zubayr b. ʿAbd al-Muṭṭalib, durante la jāhiliyya, come pure di ʿAbd Allāh b. Judʿān.